# تعديل متشابك
في الاتصالات السلكية واللاسلكية، يعد التعديل المتشابك (المعروف أيضًا بتعديل الترميز المتشابك، أو ببساطة تي سي إم (TCM)) عبارة عن مخطط تعديل ينقل المعلومات بكفاءة عالية عبر قنوات محدودة النطاق مثل خطوط الهاتف. اخترع غوتفريد أنغربويك التعديل المتشابك أثناء العمل لشركة آي بي إم في السبعينيات من القرن العشرين، ووصفه لأول مرة في ورقة مؤتمر في عام 1976. ولكن، لم يلقى اهتمام كبير من قبل أحد، حتى نشر شرحًا تفصيليًا جديدًا في عام 1982 حقق اعترافًا مفاجئًا وواسع النطاق.
في أواخر الثمانينيات من القرن العشرين، كانت أجهزة المودم التي تعمل عبر خدمة الهاتف التقليدية الصرفة بوتس (POTS) تحقق عادةً معدل نقل 9.6 كيلوبت في الثانية من خلال استخدام أربعة بتات لكل رمز تعديل باستخدام تعديل كيو إيه إم (QAM) عند 2400 بود (الرموز / الثانية). كان سقف معدل البت هذا موجودًا على الرغم من أفضل الجهود التي بذلها العديد من الباحثين، وتوقع بعض المهندسين أنه بدون ترقية رئيسية للبنية التحتية للشبكة الهاتفية العامة، قد يكون الحد الأقصى لمعدل الإرسال لمودم عبر بوتس هو 14 كيلوبت / ثانية للاتصالات بالنسبة لاتصال ثنائي الاتجاه (3،429 بود × 4 بتات / الرمز، باستخدام تعديل كيو إيه إم).
معدل 14 كيلوبت / ثانية هو فقط 40٪ من الحد الأقصى النظري لمعدل البت الذي تنبأت به نظرية شانون لخطوط بوتس (نحو 35 كيلوبت / ثانية). أظهرت نظريات أنغربويك أن هناك إمكانات كبيرة غير مستغلة في النظام، ومن خلال تطبيق المفهوم على معايير المودم الجديدة، زادت السرعة بسرعة إلى 14.4 ومن ثم إلى 28.8 وأخيرًا إلى 33.6 كيلوبت / ثانية.

## طريقة تعديل جديدة
اشتق اسم متشابك من حقيقة أن مخطط الحالة للتقنية يشبه إلى حد كبير تشابك شبكة التعريشة. المخطط هو في الأساس رمز التفافي من معدلات (r، r + 1). تتمثل مساهمة أنغربويك الفريدة في تطبيق فحص التكافؤ لكل رمز، بدلاً من تطبيقه على تدفق البتات ثم تعديل البتات كما في التقنية القديمة. سمى الفكرة الرئيسية المسح عن طريق تعيين أقسام. تجمع هذه الفكرة الرموز في بنية تشبه الشجرة، ثم تفصلها إلى طرفين متساويين في الحجم. عند كل «طرف» من الشجرة، تكون الرموز متباعدة أكثر.
على الرغم من صعوبة التصور بأبعاد متعددة، فإن مثال بسيط في بعد واحد يوضح الإجراء الأساسي. افترض أن الرموز موجودة في [1، 2، 3، 4، ...]. ضع جميع الرموز الفردية في مجموعة واحدة، وجميع الرموز الزوجية في المجموعة الثانية. (هذا ليس دقيقًا تمامًا، لأن أنغربويك كان يسعى لحل المشكلة ثنائية الأبعاد، لكن المبدأ هو نفسه) خذ كل رمز آخر في كل مجموعة وكرر الإجراء لكل طرف شجرة. ثم وصف طريقة لنقل البتات المرمزة على الرموز بعملية منهجية للغاية. بمجرد وصف هذا العملية بالكامل، كانت خطوته التالية هي برمجة الخوارزميات في جهاز حاسب والسماح للحاسب بالبحث عن أفضل الرموز. كانت النتائج مذهلة. حتى أبسط ترميز (4 حالات) أنتج معدلات خطأ تقريبًا واحد بالألف من معدلات الخطأ لنظام مكافئ غير مشفر. لمدة عامين، أبقى أنغربويك هذه النتائج خاصة ولم ينقلها إلا إلى الزملاء المقربين. أخيرًا، في عام 1982، نشر أنغربويك ورقة تصف مبادئ التعديل المتشابك.